# Dăben, Loveci
Dăben (în bulgară Дъбен) este un sat în comuna Lukovit, regiunea Loveci,  Bulgaria. 

## Demografie
Componența etnică a satului Dăben
     Bulgari (97,01%)
     Nicio identificare (2,98%)
     Altele (0%)
La recensământul din 2011, populația satului Dăben era de 134 locuitori. Din punct de vedere etnic, majoritatea locuitorilor (97,01%) erau bulgari. Pentru 2,98% din locuitori nu este cunoscută apartenența etnică.